# Moderne Keramik

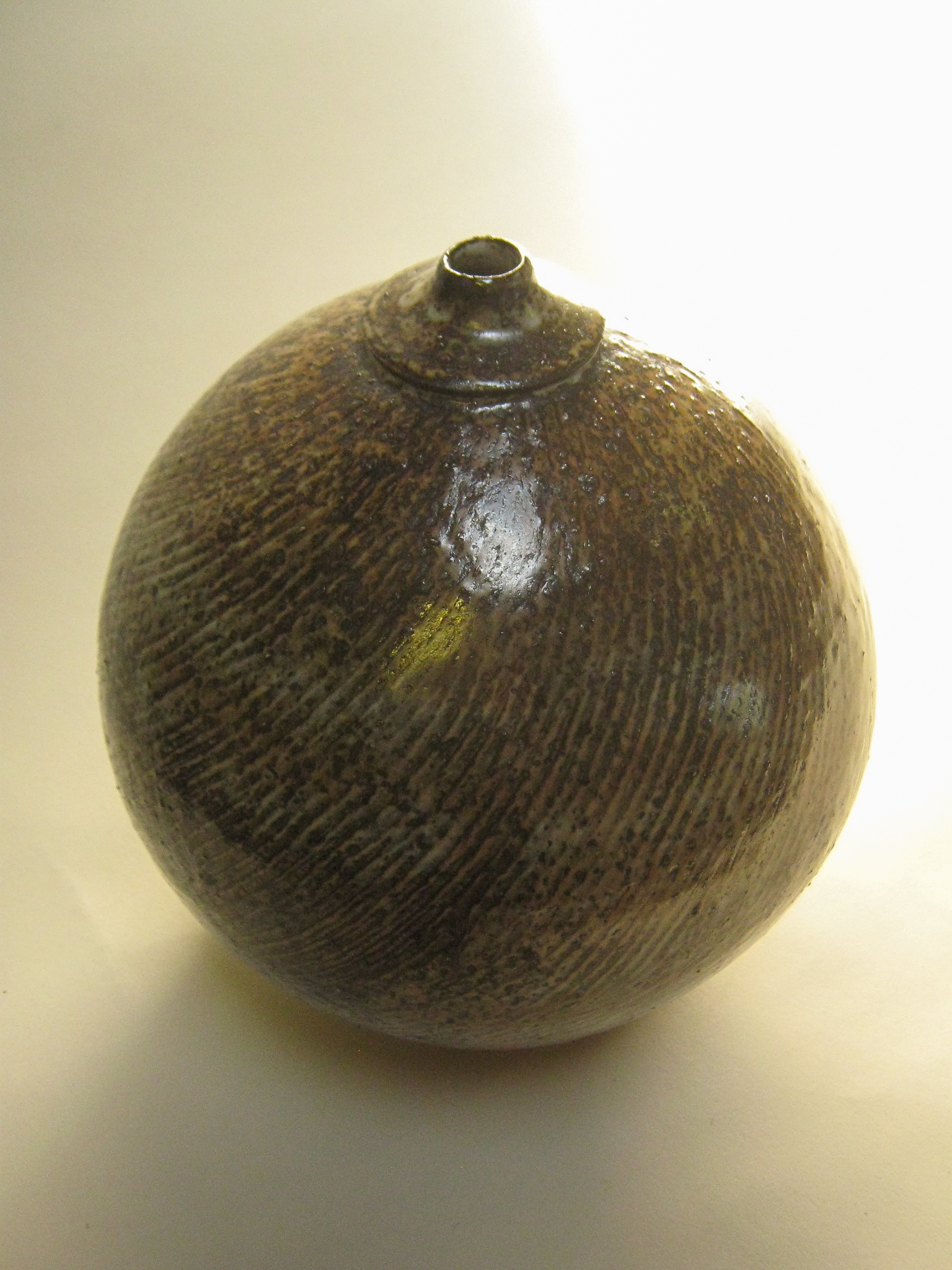
Abb. 1: Tatsuzo Shimaoka (JAP), Gefäß mit Seilstruktur, 1979

Moderne Keramik ist eine seit dem Beginn des 20. Jahrhunderts übliche Bezeichnung für Keramikkunst als Teil der Bildenden Kunst, abgeleitet vom Begriff Moderne Kunst. Sie umfasst Objekte aus dem Werkstoff Keramik, die sich von der kunsthandwerklichen Tradition der Gebrauchsgegenstände und dekorativen figürlichen Darstellungen emanzipieren. Sie unterscheidet sich von historischer Keramikkunst und unterliegt ähnlichen Entwicklungen wie andere Sparten der modernen und zeitgenössischen Bildenden Kunst.

## Vorgeschichte

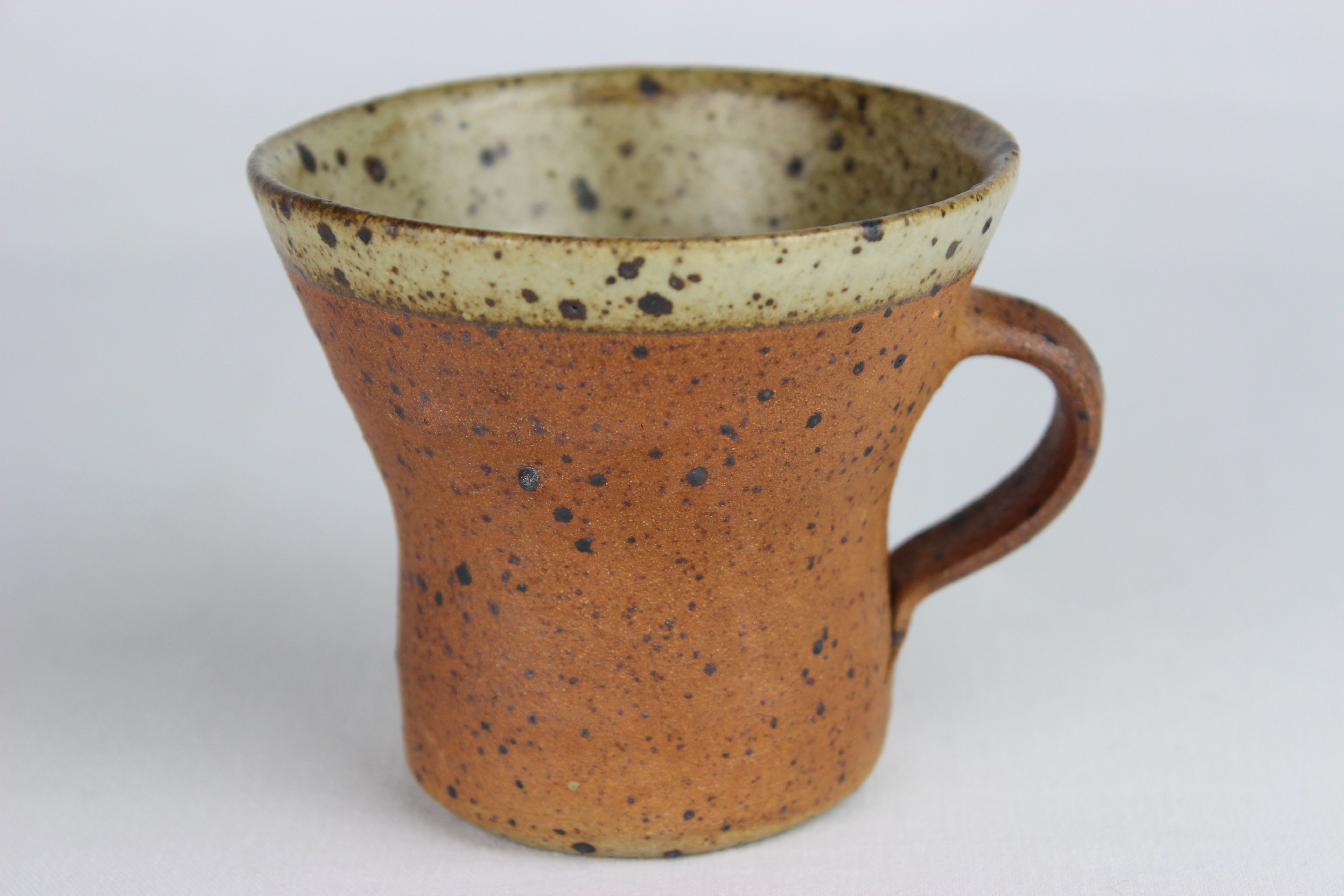
Abb. 2: Bernard Leach (UK), Tasse, 1958

Die Herstellung von Gefäßen, Skulpturen und anderen Werkstücken aus keramischen Werkstoffen hat eine lange kulturgeschichtliche Entwicklung, die sich in einer bis ca. 6000 Jahre v. Chr. zurückreichenden Geschichte der Keramik in Vorderasien und Europa, sowie in einer sogar seit 11000 v. Chr. belegten Tradition in Japan widerspiegelt. Seit diesen Anfängen entwickelte sich die Erzeugung von Keramik zu einem spezialisierten Handwerk der Produktion von Gebrauchsgegenständen (etwa Aufbewahrungs-, Koch- und Essgeschirr), aber auch für die ästhetische Gestaltung des menschlichen Ambiente (etwa durch Dekoration von Wänden und Böden durch Keramikfliesen, die schon im Alten Orient nachweisbar ist). Die Töpferscheibe war eine schon früh entwickelte Technik der Modellierung. Auf dieser handwerklichen Basis ergaben sich seit der Antike kunsthandwerkliche Gestaltungen und stilistische Verfeinerungen. Hier seien nur beispielhaft die chinesischen Terrakotta-Armeen oder Chinesisches Porzellan, die griechische Vasenmalerei, das römische Keramik-Mosaik, die koreanische Seladon-Keramik, die Majolika- und Fayence-Techniken der europäischen Renaissance, die Delfter Keramiken und andere von chinesischem Porzellan inspirierte Techniken genannt.
Hier hat sich in der Gestaltung von keramischen Objekten eine vielfältige ästhetische Vertiefung und spezialisierte Formensprache entwickelt, die solchen Erzeugnissen – obwohl als Gebrauchskeramik und Zierkeramik geschaffen – im kunst- und kulturgeschichtlichen Rückblick den Charakter von Keramikkunst zuweist.

## Geschichte „Moderner Keramik“
Die Entwicklung der Keramik in Europa ging dann von der kunsthandwerklichen Herstellung zunächst in Richtung industrieller Massenfertigung, um den wachsenden Bedarf an dekorativem Geschirr durch das Bürgertum zu decken. Nicht umsonst waren die ersten Vorläufer der Industrialisierung die im 18. Jahrhundert gegründeten Porzellanmanufakturen und Steinzeug-Fabriken. Stilistisch waren die dort gefertigten Produkte aber eher Kopien von traditionellen Formen und Dekorationen denn eigenständige Weiterentwicklungen und künstlerische Innovation.
Die als Einzelstücke in einem Atelier entstandene Keramik, im englischsprachigen Bereich hierfür auch zusammenfassend studio pottery (Studio-Töpferei), kommt erst gegen Ende des 19. Jahrhunderts durch den Einfluss vor allem ostasiatischer (chinesischer und japanischer) Keramik und in der Aufbruchsstimmung des Jugendstils zur Geltung. Vor allem die japanische Gefäßkeramik in ihrer freieren und abstrahierenden Formgebung, ihrem unkonventionellen Umgang mit dem Material Ton und den experimentellen Möglichkeiten der Glasurgestaltung (vgl. Abb. 1) inspirierten die Pioniere der modernen Kunstkeramik. Die Keramikerdynastie Massier im französischen Vallauris, wo heute noch eine Biennale für zeitgenössische Keramikkunst stattfindet, hatte daran erheblichen Anteil. Auch Pablo Picasso verbrachte einige Jahre seines Künstlerlebens (1948–1955) in Vallauris und schuf dort bedeutende Keramikskulpturen. In England war Bernard Leach – auch unter dem Einfluss japanischer Volkskunstkeramik – stilbildender Vorreiter (s. Abb. 2).
Im deutschen Sprachgebiet konnte sich nach der Jahrhundertwende die Moderne Keramik in Künstlergemeinschaften und Kunstschulen wie dem Werkbund oder dem Bauhaus weiterentwickeln. Hier bestand jedoch stets eine Spannung und Auseinandersetzung um die Frage, wie künstlerische Gestaltung und industrielle Techniken zu verbinden sind. So vertraten Walter Gropius (Bauhaus) und Hermann Muthesius (Werkbund) den Standpunkt, dass Künstler als Gestalter und Designer auftreten sollten, ihre Produkte dann aber in Serie gefertigt werden sollen, ähnlich wie bei der Gestaltung von Druckgraphik.

## Aktuelle Situation

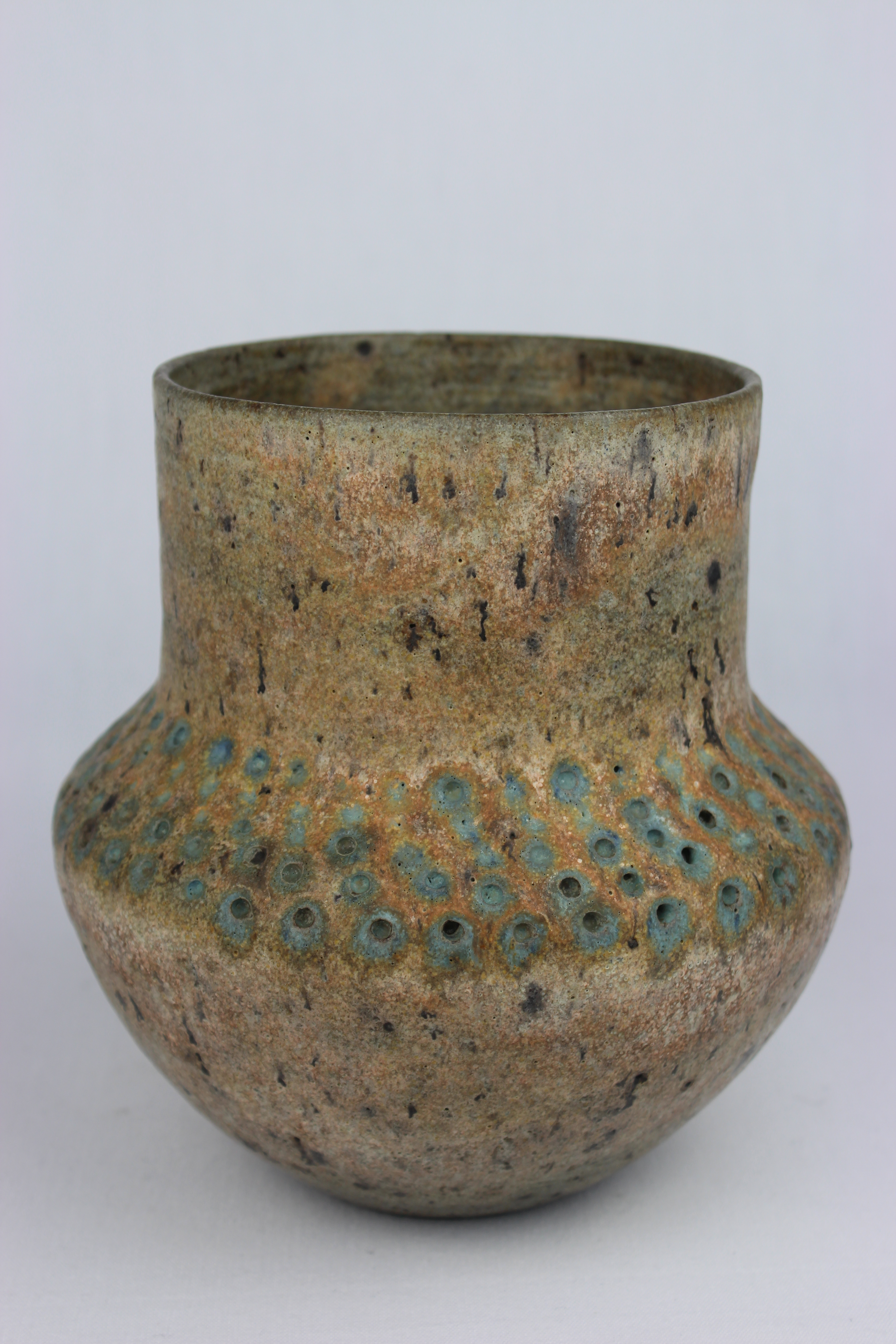
Abb. 4: Lucie Rie (UK), Thrown Jar (Krug) 1971

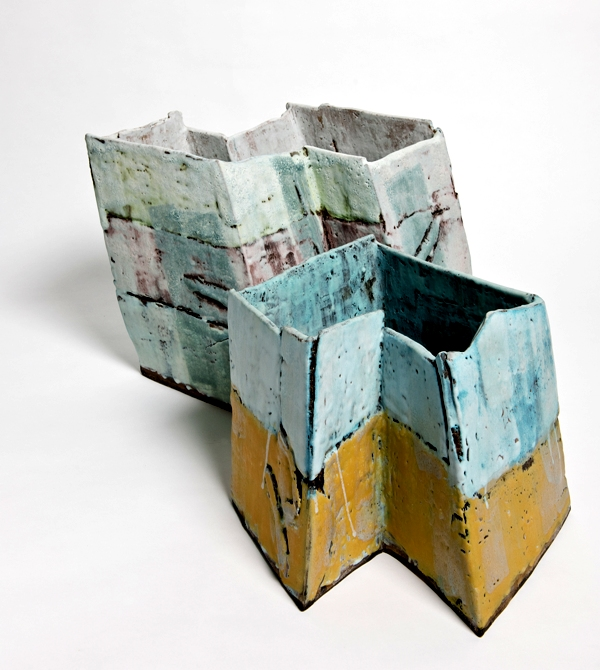
Abb. 5: Maria Baumgartner (AUT), Houses 2010

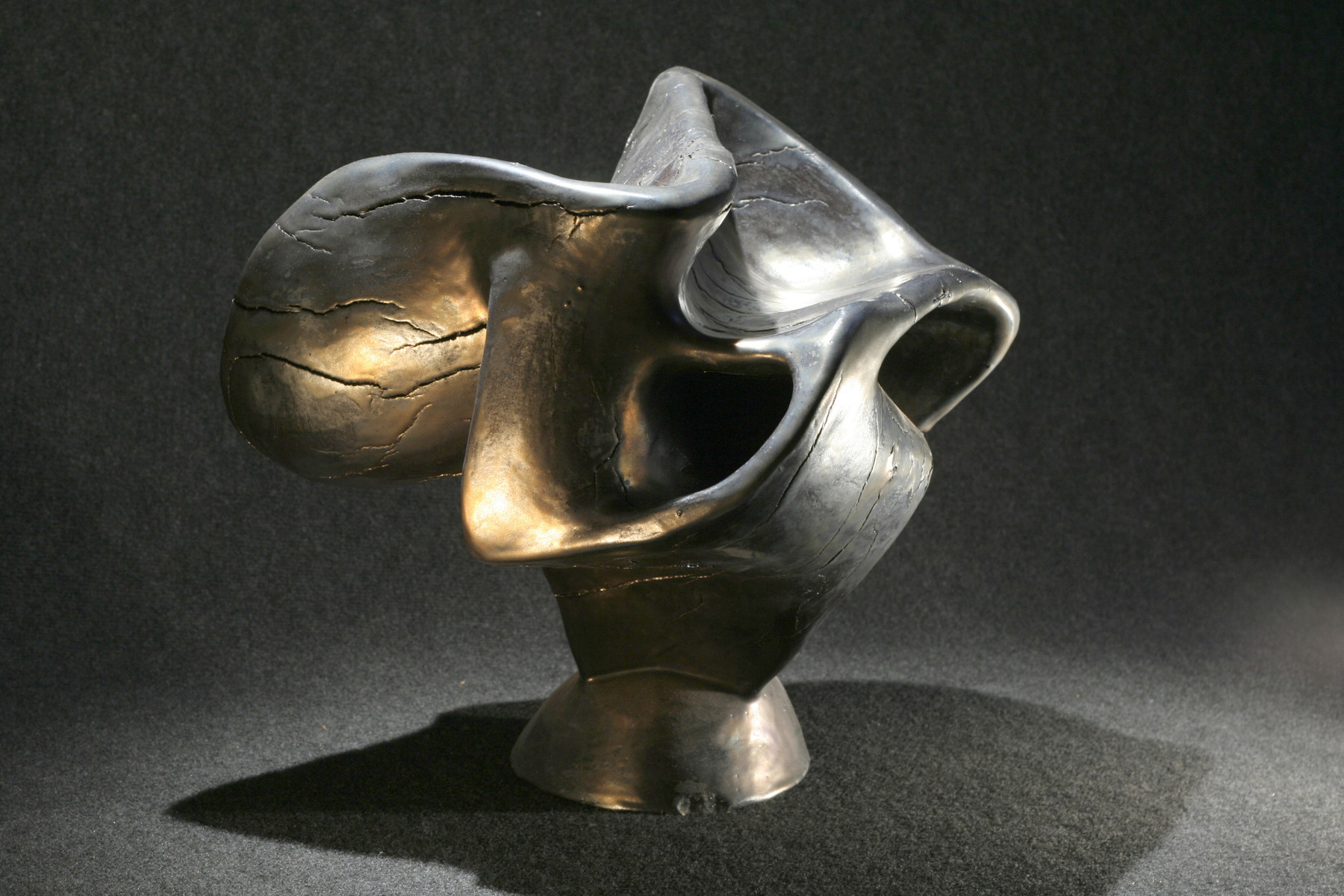
Abb. 6: Hans Josef Linnartz (BRD), Das Ding aus einer anderen Welt 2010

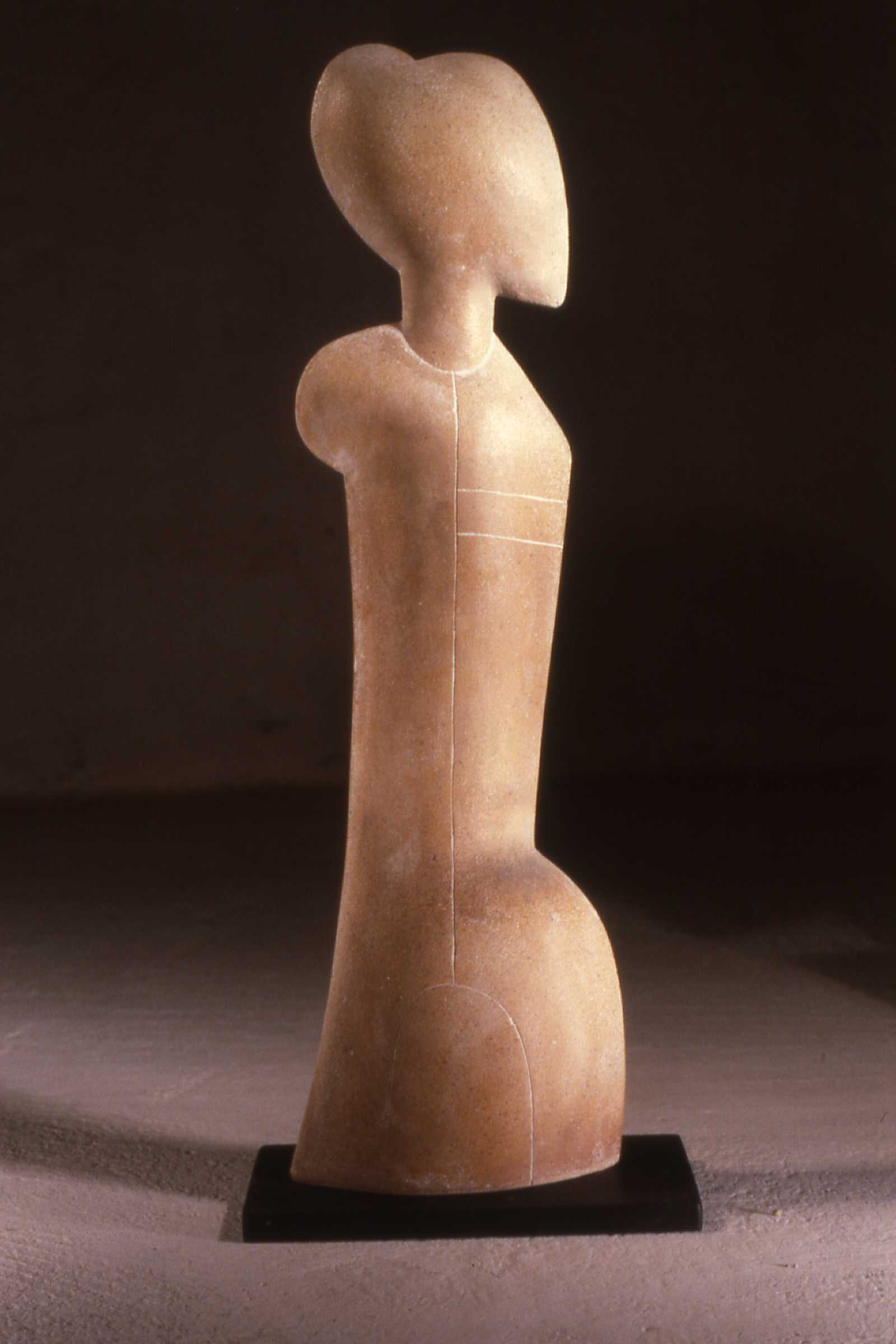
Abb. 7: Antoine de Vinck (BEL): Atlas 1987

### Grundlagen moderner Keramikkunst
Während vorher moderne Keramikkunst in Werkstatt- und Meisterschulen wie dem Deutschen Werkbund oder dem Österreichischen Werkbund vermittelt wurde, wurde nach der Zäsur des Zweiten Weltkriegs Keramik als künstlerische Ausbildung in vielen Ländern Europas an den Akademien und Kunsthochschulen verankert, was dazu beitrug, dass eine wachsende Zahl von Keramikkünstler tätig wurden. So entstand in ganz Europa und auch weltweit eine bis heute zunehmende Zahl von Keramik-Ateliers, die das keramische Einzelstück in den Mittelpunkt ihres Schaffens stellen. In Deutschland war dabei jene Künstlergruppe federführend, die die wichtige Biennale Form und Glasur (1969–2000) bestritt und gestaltete (darunter Volker Ellwanger, Brigitte Schuller, Görge Hohlt, Beate Kuhn, Karl und Ursula Scheid, sowie Gerald und Gotlind Weigel). In Österreich trugen Künstler wie Robert Obsieger, Kurt Ohnsorg, Günter Praschak oder Franz Josef Altenburg wesentlich zur Etablierung der Modernen Keramik bei.
Die Formgebung der keramischen Objekte wurde und wird dabei immer freier. Als prototypisch für Moderne Keramik ist daher die Unikat-Keramik zu sehen, sei es als keramische Plastik (s. z. B. Abb. 3, 7), als Weiterentwicklung der Gefäßform (s. z. B. Abb. 4, 5, 8) oder als abstraktes Objekt (s. z. B. Abb. 6).

### Moderne Keramik in Deutschland in der Nachkriegszeit bis 1990
Moderne Keramik ist keine von Gleichgesinnten getragene neue Stilrichtung, sondern entstand aus der Wertschätzung des Materials Ton als künstlerisches Gestaltungs- und Ausdrucksmittel. Im Feld der Moderne ist sie ein Gegenpol zum Grundsatz des Bauhauses „form follows function“ und die beachtliche Emanzipation vom Begriff der „angewandten Kunst“.
Es ist das gleichzeitige Aufeinandertreffen einiger weniger auf der Suche nach einem neuen Weg neben dem traditionellen keramischen Handwerk. Walter Popp beginnt in den 1950er Jahren seine Lehrtätigkeit an der Kunsthochschule Kassel im Fachbereich Keramik. Durch seine als interdisziplinär zu bezeichnende Lehre vermittelte er seinen Schülern, der später sogenannten Kasseler Schule für Keramik, die für die eigene Kreativität erforderliche geistige Haltung. Studierende aus den Bereichen der freien Kunst – z. B. Robert Sturm, Konrad Quillmann (Bildhauerei), Dieter Crumbiegel (Malerei), Antje Brüggemann-Breckwoldt und Reinhold Rieckmann (Grafik) – machen von Popp inspiriert das Material Ton zu einem spezifisch künstlerischen Ausdrucksmittel. Durch seine keramischen Montagen setzt Walter Popp die Gebrauchsfunktion des Gefäßes zugunsten des künstlerischen Ausdrucks außer Kraft.
Zur gleichen Zeit, 1961, hatte Jakob Wilhelm Hinder sich in Deidesheim niedergelassen und eröffnete dort eine Galerie für keramische Gebrauchsgegenstände und Objekte. Mit Lotte Reimers, seiner Mitarbeiterin seit 1952, baute er seine ständige Sammlung aus und gründete 1972 das „Museum für Moderne Keramik“. Hinder erkannte das außerordentlich Neue, unterstützte Popp und die Kasseler Studenten durch Ankäufe und Aufnahme dieser Arbeiten in seine Schau- und Vorbildsammlung, empfahl diese seinen Kunden, den neuen Sammlern Gottfried Cremer (Frechen), Ilse und Hermann T. Wolff (Hinang), um einige zu nennen. Damit schuf er eine – bescheidene – wirtschaftliche Existenz für die Künstler und gewann weitere Freunde für die „Moderne Keramik“.
Es entstanden neue Galerien: Hagenah (Bremen), Köster (Mönchengladbach), Böwig (Hannover), Vehring (Syke), Deisenroth (Fulda) u. a. Hinder publiziert in unregelmäßigen Abständen in der „Keramischen Zeitschrift“ über die von ihm vertretenen Keramiker und begründet so erste Versuche einer literarischen Aufarbeitung. 1971 veröffentlichten Hinder und Reimers das erste Kompendium „Moderne Keramik aus Deutschland“. Neben der Kasseler Schule für Keramik erweitert sich der Kreis um keramische Künstler, die über die handwerkliche Tradition hinaus ihr Werk in den künstlerischen Bereich einbringen: Ingeborg und Bruno Asshoff, Ursula und Karl Scheid, Signe Pistorius-Lehmann, Klaus Lehmann und Beate Kuhn, die ein spezifisch keramisch-skulpturales Werk schafft.
1969 verleiht die Gesellschaft der Keramikfreunde das erste Mal den Richard-Bampi-Preis. 1972 wurde der Preis der Frechener Kulturstiftung etabliert, 1973 in Höhr-Grenzhausen erstmals der Westerwaldpreis für Keramik ausgelobt. 1976 gründet der Westerwaldkreis das Keramikmuseum Westerwald, das neben historischer Keramik auch eine Sammlung Moderner Keramik enthält. In den 1980er-Jahren machen einige Künstler der Modernen Keramik nun selbst als Lehrer an Hochschulen die Tendenzen der modernen Keramik zu ihrer Lehrmeinung: Dieter Crumbiegel in Höhr-Grenzhausen und Krefeld, Johannes Gebhardt in Kiel, Fritz Vehring in Bremen.

### Keramiksammlungen und Keramikmuseen
Wichtig zur Etablierung Moderner Keramik im Kunstbetrieb war auch die Entwicklung privater und öffentlicher Sammlungen seit dem Zweiten Weltkrieg, und zwar insofern, als damals vermehrt durch private Mäzene und bestehende Keramikmuseen Werke der zeitgenössischen Keramikkunst angekauft und damit öffentlich sichtbar gemacht wurden. Inzwischen sind aber die meisten privaten Sammlungen in öffentlichen Besitz übergegangen. Zu nennen sind hier folgende Sammlungen und Museen:
- Die Sammlung des dt. Steinzeugproduzenten Gottfried Cremer, die seit 2002 im Keramikmuseum Keramion beheimatet ist.
- Die Sammlung der Paderborner Glas- und Keramikerzeuger Ingrid und Rudolf Welle,[13] die seit 2007 im Museum für Angewandte Kunst (Gera) zu sehen ist.
- Die Porzellan- und Keramiksammlung Rudolf Strasser,[14] die 2003 von den Museen der Stadt Landshut erworben wurde.
- Die Keramiker Jakob Wilhelm Hinder und Lotte Reimers, die in Deidesheim eine Sammlung aufbauten und dort ein „Museum für moderne Keramik“ führten; diese Sammlung wurde 1993 vom Ministerium für Bildung und Kultur des Landes Rheinland-Pfalz übernommen und wird seit 2005 als „Moderne Keramik des 20. Jahrhunderts“ auf Schloss Ludwigshöhe in Edenkoben (BRD)[15] gezeigt.
- Der niederländische Japanologe Cornelis Ouwehand, dessen Sammlung Moderner Keramik tw. dem Museum Bellerive der Zürcher Hochschule der Künste gestiftet wurde.
- Das Keramikmuseum Westerwald in Höhr-Grenzhausen (BRD) beherbergt eine Sammlung historischer und zeitgenössischer Keramik.
- Das Hetjens-Museum (Deutsches Keramikmuseum) in Düsseldorf, das neben Sammlungen zu historischer, islamischer oder japanischer Keramik auch die Sammlung Moderner Keramik des Sammlers Günter Lontzen beherbergt.
- Die Studiensammlung Moderne Keramik im Europäischen Museum für Modernes Glas (Rödental), die mit 500 Arbeiten von über 250 internationalen Künstlern die größte Präsentation moderner Keramik im süddeutschen Raum ist; es handelt sich dabei um einen repräsentativen Querschnitt der umfangreichen Bestände der Kunstsammlungen der Veste Coburg.
- Museum Schloss Glücksburg (Römhild) – Sammlung zeitgenössischer internationaler Keramikkunst der Keramiksymposien Römhild (seit 1975).
- Das Musée Ariana (Schweizer Museum für Keramik und Glas) in Genf ist das größte entsprechende Museum der Schweiz und beherbergt eine große Sammlung Moderner Keramik.
- Das Centre de la céramique. Keramis in La Louvière (Belgien), gegründet 2015.[16]
- Das Musée national de Céramique – Sèvres, das neben der weltbekannten Porzellansammlung auch umfangreiche Bestände Moderner Keramik hat.
- Die Sammlung von Studio Pottery der York Art Gallery,[17] die u. a. durch den Erwerb der Sammlung Henry Rothschild entstand.
- Das American Museum of Ceramic Art (AMOCA) in Pomona (Cal.) beherbergt auch eine Sammlung Moderner Keramik.
- Das Museum of Modern Ceramic Art[18] in Gifu (Japan), gegründet 2005, sammelt Moderne Keramik weltweit.
- Das Keramikmuseum Scheibbs zur Tonindustrie Scheibbs, einer bedeutenden Manufaktur der Zwischenkriegszeit des Expressionismus mit Hang zur fernöstlichen Groteske mit Verbindung zur Wiener Werkstätte.
- Im Jahre 2018 schenkten France und Wolfgang Kermer ihre Sammlung französischer Keramik aus dem Zeitraum 1970 bis 2000 der Stadt Saargemünd (Musées de Sarreguemines).[19] Zuvor war die Sammlung, deren Bestandskatalog Werke von rund einhundert Künstlern verzeichnet,[20] in verschiedenen deutschen Museen gezeigt worden.[21]

### Die Keramikszene seit 1990
Die Keramikszene ist von großer Vielfalt weltweit gekennzeichnet, die von künstlerischer Gefäßkeramik (nun auch unter Einbeziehung des Werkstoffs Porzellan) bis zu bildhauerisch gestalteten keramischen Skulpturen, keramischen Land-Art-Objekten und zu Mischtechniken reicht, die keramische Materialien mit Holz, Stein oder Metall verbinden.
Aktuelle Entwicklungen im Feld Moderner Keramik werden in den einschlägigen Zeitschriften und bei Keramik-Symposien besprochen. Hier einige Beispiele:
- Die Zeitschrift Neue Keramik. Das Europäische Keramikmagazin erscheint sechsmal jährlich und hat auch eine englische Ausgabe.[22]
- Das Keramik Magazin Schweiz[23] ist ein Online-Portal mit allen News und Informationen zu Keramik, Töpfern, Keramikerinnen und Keramikern, herausgegeben von Schweizer Verband für Keramik in Zürich.
- Die Zeitschrift Ceramic Review. The International Magazine of Contemporary and Historical Ceramic Art[24] erscheint sechsmal jährlich in London (UK).
- Die Zeitschrift La revue de la céramique et du verre[25] erscheint ebenfalls im Zweimonatsrhythmus in Paris (FRA).
- Die Zeitschrift Studio Potter[26] erscheint zweimal jährlich, sie wird vom britischen Verband der „Studio Potter“ (Kunstkeramiker) herausgegeben.
- Das weltbekannte Symposion Europäischer Bildhauer in Sankt Margarethen im Burgenland, das 1959 von Karl Prantl ins Leben gerufen und damit der Ahnherr aller Kunstsymposien wurde, wurde ab 1972 unter der damaligen Leitung von Maria Biljan-Bilger zu einem Keramiksymposium ausgebaut.
- Das Internationale Keramiksymposium in Römhild (BRD) findet seit 1975 in unregelmäßigen Abständen statt.
- Das Keramiksymposium Gmunden[27] wurde 1963 von Kurt Ohnsorg ins Leben gerufen, fand damals bis 1969 statt und war damit das erste Symposium speziell für Keramikkunst weltweit. 2003 wurde es wiederbelebt und findet seither in verschiedenen Abständen statt.
- Das Panevėžys international ceramic symposium[28] findet seit 1988 jährlich in der litauischen Stadt Panevėžys statt. Werke der teilnehmenden Künstler werden in der Panevėžys Civic Art Gallery vor Ort und auch virtuell ausgestellt.[29] Hier sind inzwischen Werke von 183 Künstlern aus aller Welt zu sehen.
- Das International Ceramics Studio[30] in Kecskemét ist das Zentrum moderner Keramikkunst in Ungarn, es veranstaltet seit 1978 Symposien und hat eine große Sammlung von Arbeiten der über 500 teilnehmenden Künstlern.

Ein Beispiel für Keramik im städtischen Raum ist die Kunstinstallation Genesis – Sieben Tage des Herrn von Markus Lüpertz in der Karlsruher U-Bahn mit 14 großformatigen Keramikreliefs in zentralen Bahnhöfen in der Karlsruher Innenstadt, die 2023 enthüllt wurden.

## Literatur

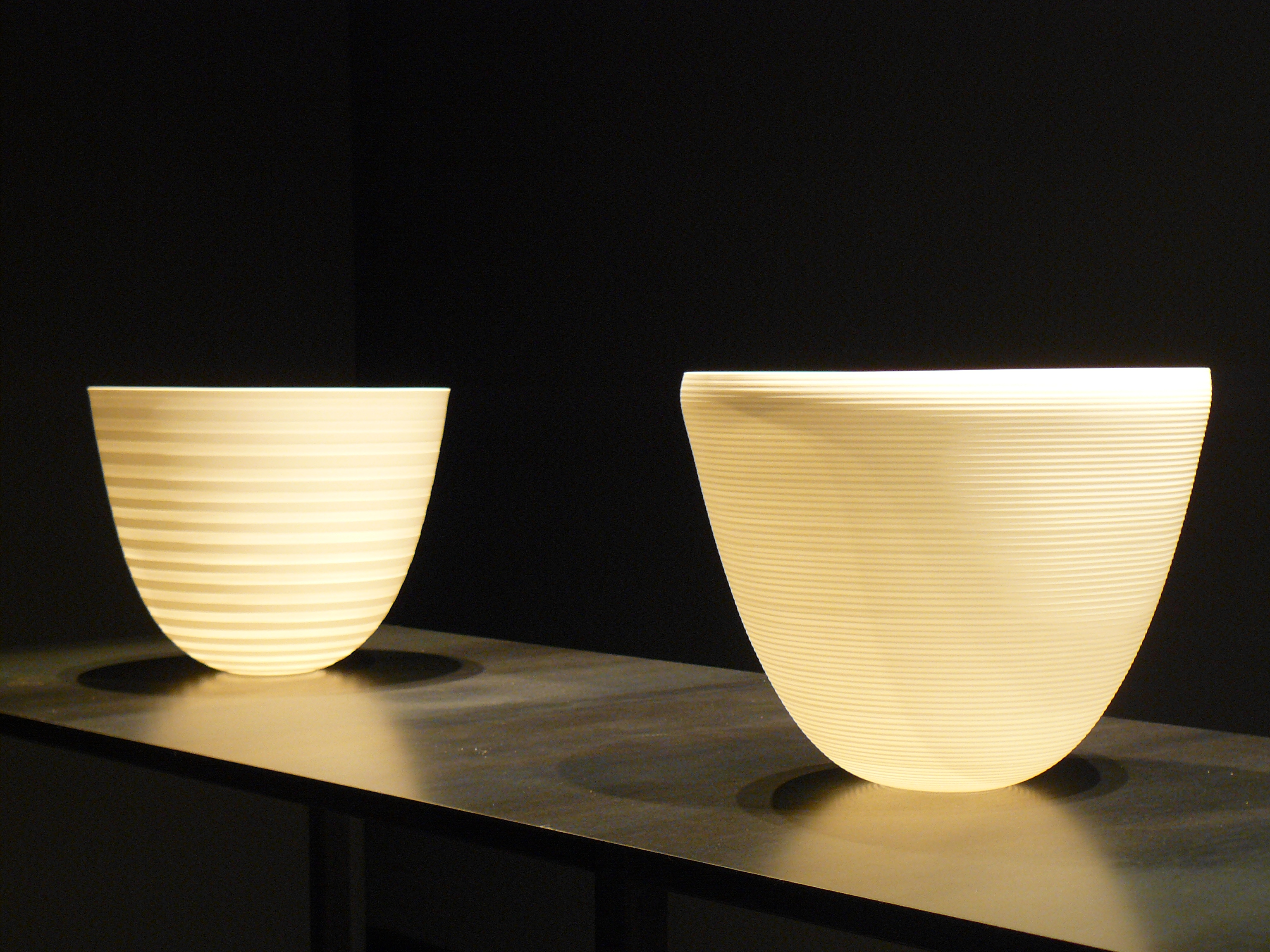
Abb. 8: Arnold Annen (Schweiz), Zwei Schalen 2011

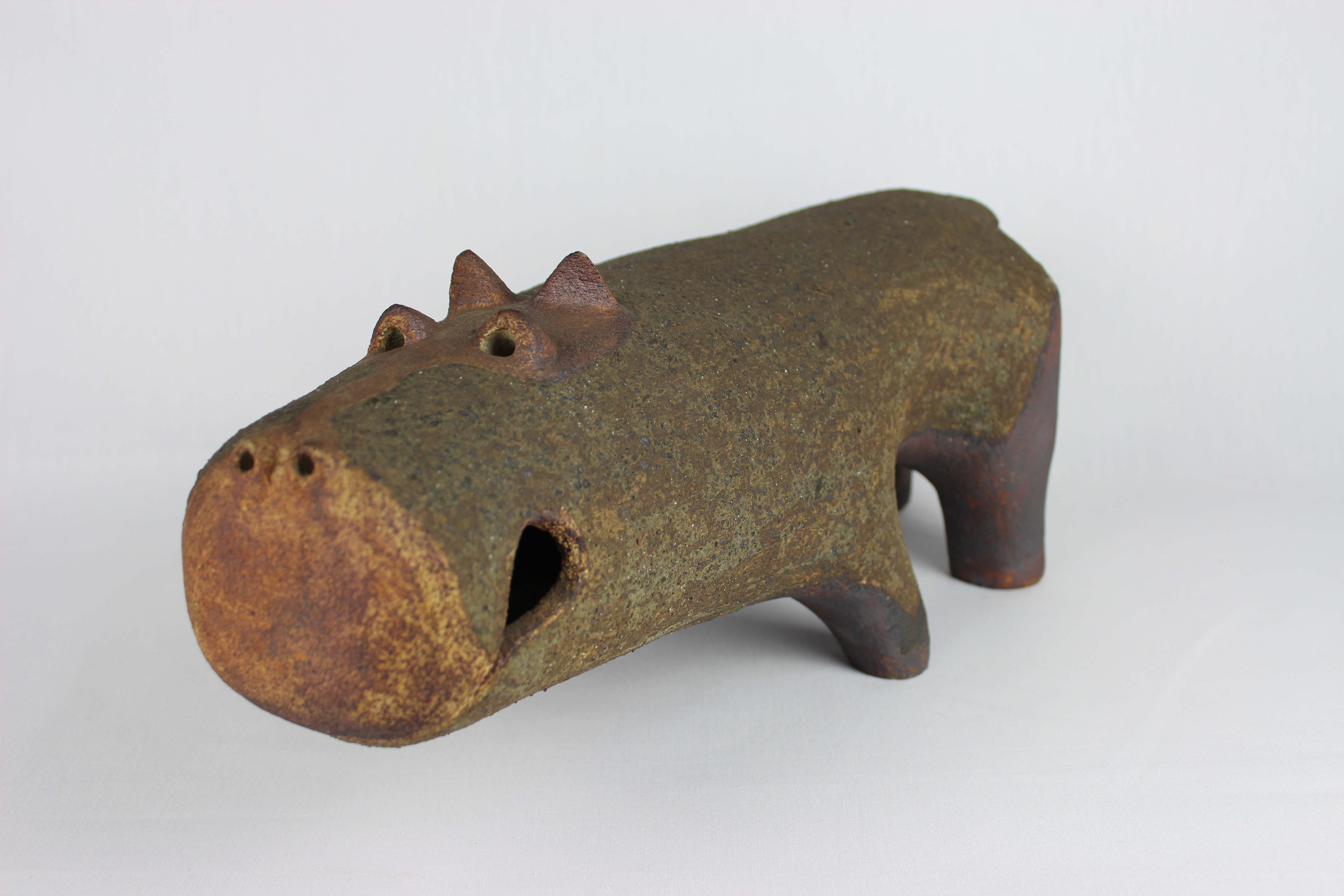
Abb. 9: Rosemary Wren (UK), Hippo-Figur 2004